# Balatonfüredi KSE
Maillots
Actualités
Dernière mise à jour : 20 octobre 2015.
Le Balatonfüredi KSE est un club de handball, situé à Balatonfüred en Hongrie, évoluant en Nemzeti Bajnokság I. Le club entreprend régulièrement des campagnes européennes.

## Histoire
Le Balatonfüredi KC, à l'époque le Balatonfüredi SC, est fondé en 1990, à l'initiative du jeune professeur d'éducation physique, Laszlo Glatz. Dans ses premières années, le club évolue en ligue régionale mais à l'issue de la saison 1995-1996, le club, renommé PEVA-FELSÁL-BSC parvient à accéder en Nemzeti Bajnokság II, la troisième division. Le club réussit à atteindre la Nemzeti Bajnokság I/B où il reste une petite décennie avant d'atteindre la Nemzeti Bajnokság I en 2007. 
Depuis la montée du club, il ne cesse de progresser puisqu'en 2010, le Balatonfüredi KSE termine troisième de la Coupe de Hongrie. En championnat, il obtient son meilleur résultat en 2011-2012 puis en 2013-2014 : une troisième place. Depuis, il reste dans le haut de tableau et participe régulièrement aux compétitions européennes.

## Anciens noms
- 1992–1995: Balatonfüredi SC
- 1995–1998: PEVA-FELSÁL-BSC
- 1998–2000: FELSÁL BKC
- 2000-2002: Balatonfüredi KC
- 2002–2008: Balatoni KC
- 2008–2009: Balatonfüredi KC
- 2009-: Balatonfüredi KSE

## Palmarès
| Compétitions nationales | Compétitions internationales                    |
| - Nemzeti Bajnokság I (D1) - Troisième en 2012 et 2014 - Coupe de Hongrie - Troisième en 2010, 2016 et 2018 - Nemzeti Bajnokság I/B (D2) : - Deuxième en 1997, 2001, 2004, 2005, 2006 et 2007 - Nemzeti Bajnokság II (D3) : - Vainqueur en 1996 | - Coupe de l'EHF (C2) - Phase de poules en 2015 |

## Effectif actuel 2019-2020
| N° | Poste | Nom                     | Date de naissance   | Taille | Arrivée | Club précédent     | Sélection   |
| -- | ----- | ----------------------- | ------------------- | ------ | ------- | ------------------ | ----------- |
| 1  | GB    | Nándor Fazekas          | 16/10/1976 (43 ans) | 1,92 m | 2015    | Veszprém KSE       | Hongrie     |
| 12 | GB    | Dániel Bősz             | 21/01/1991 (29 ans) | 1,91 m | 2017    | Ceglédi KKSE       | -           |
| 21 | GB    | Adrián Andó             | 29/01/1999 (21 ans) | 1,91 m | 2016    | Formé au club      | -           |
| 7  | ALG   | Bendegúz Bóka           | 02/10/1993 (26 ans) | 1,95 m | 2017    | SC Pick Szeged     | Hongrie     |
| 17 | ALG   | Barnabás Orbán          | 28/02/1999 (21 ans) | 1,80 m | 2019    | Formé au club      | -           |
| 30 | ALG   | Bálint Ág               | 26/03/1999 (20 ans) | 1,88 m | 2017    | Formé au club      | -           |
| 8  | ALD   | Bence Déber             | 03/06/1997 (22 ans) | 1,85 m | 2015    | Formé au club      | -           |
| 26 | ALD   | Pedro Rodríguez Álvarez | 22/08/1990 (29 ans) | 1,94 m | 2019    | SC Pick Szeged     | -           |
| 6  | DC    | Márton Varga            | 01/01/1999 (21 ans) | 1,92 m | 2016    | Formé au club      | -           |
| 10 | DC    | Balázs Németh           | 27/12/1993 (26 ans) | 1,93 m | 2011    | Formé au club      | -           |
| 14 | DC    | Balázs Szöllősi         | 24/10/1992 (27 ans) | 1,93 m | 2019    | Tatabánya KC       | Hongrie     |
| 19 | ARG   | Darko Stevanović        | 03/01/1997 (23 ans) | 1,96 m | 2019    | RK Partizan        | Serbie      |
| 28 | ARG   | Aliaksei Shynkel        | 06/07/1994 (25 ans) | 2,00 m | 2019    | HC Motor Zaporijia | Biélorussie |
| 92 | ARG   | Bence Zdolik            | 16/05/1992 (27 ans) | 1,98 m | 2009    | Formé au club      | Hongrie     |
| 11 | ARD   | Luis Felipe Jiménez     | 12/06/1989 (30 ans) | 1,96 m | 2019    | Olympiakos HC      | -           |
| 91 | ARD   | Péter Határ             | 11/01/2001 (19 ans) | 2,14 m | 2019    | Formé au club      | -           |
| 99 | ARD   | Dominik Máthé           | 01/04/1999 (20 ans) | 2,01 m | 2014    | PLER KC Budapest   | Hongrie     |
| 3  | PVT   | László Kemény           | 23/02/1993 (27 ans) | 1,92 m | 2010    | Formé au club      | -           |
| 4  | PVT   | Huba Vajda              | 05/03/2000 (20 ans) | 1,93 m | 2018    | Formé au club      | -           |
| 22 | PVT   | Petar Topić             | 30/12/1991 (28 ans) | 2,01 m | 2017    | Váci NKSE          | -           |

## Personnalités liées au club
Parmi les joueurs ayant évolué au club, on trouve :
- Bence Bánhidi (2011-2016)
- Ádám Borbély
- Rudolf Faluvégi (2012–2015)
- Nándor Fazekas (2015-2020)
- Uelington Ferreira Da Silva
- Péter Gulyás (2003-2005, prêt)
- Mátyás Győri
- Péter Hornyák
- Tamás Iváncsik (2014-2015)
- Patrik Ligetvári
- Dejan Malinović (2020-)
- Dominik Máthé (2014-2020)
- Árpád Mohácsi
- István Pásztor
- Pedro Rodríguez Álvarez (hu)
- Timuzsin Schuch
- Zoltán Szita (2017-2019, prêt)
- Uroš Vilovski